# Idrohetaerolite
L'idrohetaerolite è un minerale appartenente al gruppo dell'hausmannite.